# ビアデッド・コリー
ビアデッド・コリー（英：Bearded Collie）は、イギリスはスコットランド地方が原産の牧牛犬種・牧羊犬種のひとつである。犬のグループ分類では「ハーディンググループ」に属する。

## 名称について
ビアデッド・コリー、もしくはビアーデッド・コリーという犬種名は、英語で「髭を生やしたコリー」を意味している。これは外見によって名付けられたものであるが、実際はコリー犬種ではなくコリー犬種と牧牛犬種の中間の犬種である。
なお、スペルにしたがってベアデッド・コリーなどとも呼ばれるが、この名は正式なものではない。

## 歴史
1514年にスコットランドへつれてこられたポリッシュ・ローランド・シープドッグの雄1頭とメス2頭と、地元で元から使役されていたハイランド・コリーという犬種を掛け合わせて作出された。
17世紀ごろにはスコットランド地方の北と南とでは大きさと体毛の色でかなりのばらつきがあり、大きく分けると2つのタイプが存在した。これらはそれぞれ原産地名とってボーダー・タイプと、ハイランド・タイプと呼ばれていた。それらを交配することによって18世紀に今日で見られる姿となった。
使役犬としては主に牧牛犬として使われていたが、後に牧羊犬としても使われるようになった。
第二次世界大戦が勃発した際には頭数が激減し、絶滅寸前となった。激しい戦火のため、犬種保存の頼みの綱であった犬種クラブをも解散せざるを得なくなってしまい、絶滅は時間の問題であるとまで言われた。しかし、思わぬ偶然によってビアデッド・コリーは今日まで生き残ることができた。
1940年代、オリーブ・ウィルソン夫人という人物が自分の農場で使役するためにシェットランド・シープドッグの仔犬を注文した。ところが、注文を受けたスコットランドの農家は手違いによりビアデッド・コリーの仔犬を譲渡してしまったのである。この雌のビアデッド・コリーはジェニー（Geny：ジーニーとも表記）と名づけられ夫人に大変可愛がられて育てられたが、成犬になるまでジェニーがビアデッドであることに全く気づかなかった。成犬になってようやくジェニーがシェットランドではないことに気づいたのであるが、夫人にとって大切な存在となっていたため、注文を行った農家には一切クレームをつけることはしなかった。それどころか、夫人は本種に更なる興味を持ち、本種が絶滅寸前の犬種であることを知るとジェニーの相手を探してブリーディングを行うことを決めた。しかしこのころ本種の頭数は非常に少なく、捜索にはしばらく時間がかかった。1944年の1月、英国南部の農家で純血のビアデッド・コリーの雄であるベイリーという名の犬が発見され、ジェニーとベイリーから生まれた犬たちをもとにブリーディングを進め、遺伝子プールの改善のためにオールド・イングリッシュ・シープドッグの血も加えた。こうしてブリードされた犬たちは高い評価を受け、スタンダードが安定しただけでなく頭数が増加したことにより、1955年ごろに犬種クラブが再結成された。後に英国のザ・ケネルクラブや国際的畜犬団体であるFCIにも公認登録された。尚、今日ビアデッド・コリーとして生存しているペット犬・ショードッグはほぼ全てがジェニーとベイリーの子孫である。
現在は実用犬としてよりもペットやショードッグといて飼育されることが多く、身体能力の高さからスポーツドッグとしても人気が高い。世界的な人気のある犬種で、日本でもブリーディングや販売が行われている。毎年国内登録も行われている。

## 特徴
ややがっしりした体格の犬で、雄の平均的な体高は約53cmから約56cmで、雌の平均的な体高は約51cmから約53cm。平均的な体重は雌雄ともに約27kgとなっている。中型犬並みのサイズの犬である。
和訳した犬種名が表している通り、顔全体、さらには全身を覆うやわらかく長い体毛が大きな特徴。その体毛は水を弾くことができるため、たとえ雨が激しく降る中であっても牧羊犬としての仕事を確実にこなすことができる。防寒性も高い。毛色はホワイト・アンド・ブルーやホワイト・アンド・スチールなど。特徴的な体毛は子犬の時と成犬の時とで異なる。子犬時は体毛にカールがかかっており、色も濃い茶色や黒色など、それぞれその一色しか持っていない。生後4か月頃から徐々に成犬の色と柄に変わっていく。
マズルと脚は短めだが、身体能力は優れている。耳は垂れ耳、尾は垂れ尾で、耳と尾には飾り毛がある。尚、尾は牧牛犬として使われてきたころの名残で短めに断尾される習慣もある。
牧羊犬の仲間ということもあり、性格は活発で人懐っこく、加えて甘えん坊でイタズラ好きである。しつけの飲み込みや状況判断力に優れ、いざというときには家族を守ろうとする。友好的で他の犬や人とも仲良く接することもできる。運動量は非常に多い。
かかりやすい病気は運動のしすぎによる関節疾患、地肌が蒸れて起こる皮膚疾患、コートが目に入って起こる眼疾患、遺伝的にかかりやすい網膜萎縮症などがある。